# Велика Благовіщенка (зупинний пункт)
Велика Благовіщенка — пасажирський зупинний пункт Херсонської дирекції Одеської залізниці на лінії Снігурівка — 51 км, розташована між зупинними пунктами Нові Олешки (9 км) та 90 км (13 км).
Розташований у селі Велика Благовіщенка Горностаївського району Херсонської області.